# Carinodes havanensis
Carinodes havanensis là một loài tò vò trong họ Ichneumonidae.